# 少年ビックリマンクラブ
『少年ビックリマンクラブ』（しょうねんビックリマンクラブ）はなかのともひこによる日本の漫画作品。「ビックリマン」を題材としている。

## 概要
1980年代におけるビックリマンブームの時期に、『月刊コロコロコミック』（小学館）にて1987年7月号より1988年9月号まで連載された。同時期の別冊コロコロコミックや増刊号にも掲載されている。コミックス全3巻。未収録エピソードあり。収録順は雑誌での発表順と入れ替わっている部分があり、キャラの登場タイミングに矛盾があったりする。
ビックリマンをこよなく愛する小学生・マン太をはじめとする4人の少年達が「ビックリマンクラブ」を結成し、学校の校庭に秘密基地を作ったり、ビックリマンシールを巡る騒動を通じて友情を深めていくなどの活動を行っていく。
基本的には1話完結で、ギャグ要素が強いが、ビックリマンシールにかける彼らの情熱は本物であり、シール投げなどの必殺技を使用して窮地を脱したりする。物語の中には様々なビックリマン的要素が散りばめられており、例えば小学校の生徒や学校の先生がとあるキャラクターに似ていたり、ビックリマン世界における仕掛けなどを再現してマン太達に挑戦してくるなど多岐にわたる。
「ビックリマンクラブ」は当時のコロコロで実際にロッテ公認のファンクラブとして企画された物であり、付録としてライセンスや会員証が作られた。
作中に登場する「偽物シール」「シールの金銭取引問題」「販売は一人三個まで」といった要素の数々は、当時のビックリマン事情の中で実在した物である（ビックリマンの項を参照）。シールコレクションのマナー向上のための啓発漫画、という一面もある。

## 登場人物
登場人物は基本的に何らかのビックリマンシールのキャラクターがモデルとなっており、モデルとなったキャラクターにちなんだ技や仕掛けを繰り出してくる（※はモデルとなったビックリマンキャラクター）。
少年キャラの多くはビックリマンライセンスや会員証を所持しており、その意味では原則全員がビックリマンクラブである。

### 天聖小ビックリマンクラブ
山田マン太（やまだ マンた）※スーパーゼウス
リーダー。天聖小学校5年生。額に☆のマークをつけており、スーパーゼウスが持つ杖｢大聖棒(ビッグセント･スティック)｣と似たような杖を所持している。連載途中から来ているシャツに『SBC（shonen bikkuriman club）』の文字が入るようになる。熱血少年だが、スケベなところも。学校の成績は悪い。
若井（わかい）※若神子
クラブの頭脳。天聖小学校4年生。眼鏡をかけたおとなしめの少年。シール投げを得意とする。クラブ一の頭脳で作戦や分析を担当する。
七助（ななすけ）※七助（ななじょ）
クラブメンバー。天聖小学校（学年不明）。メンバーの中で一番背が低い。ヘッドロココを模した羽根を付けた帽子を常に被っている。この羽は後に改造されヨーヨーの機能が付けられた。
具留目食べ作（ぐるめたべさく）※シャーマンカーン
クラブメンバー。天聖小学校5年生。大柄で太っていて、訛った言葉で喋る。シャーマンカーンの被っている兜と同じつくりの兜を被っている。非常に鼻がきき、匂いや味で袋に入ったビックリマンシールの種類を当てることができるという特技を持つ。
吉岡平助（よしおか へいすけ）
40歳。マン太の担任教師で、自称ビックリマンクラブ顧問。変態的な行動を取ったりとダメ人間だが、ビックリマンに関してはマン太達にも負けない愛情を持っている。お気に入りのキャラは「芸女」「アローエンジェル」など。実家は海浜（うみはま）という海に近い土地。黒木が結婚したことにより職員内では最後の独身者となった。
ワン助（わんすけ）※狼男魔→ココホレワン助
ウルフ号という名でプタゴラトン似の老人に使われ、シールを集めさせられていた犬。狼男魔の仮面の下の素顔はココホレワン助そっくりだった。事件後はクラブの一員として飼われている。

### 天聖小の教師たち
校長（こうちょう）
天聖小の校長。ビックリマンクラブに対してはある程度の理解を示しており、部室として旧校舎の一部を与えた。ハゲ頭を気にしており、銅像の頭にキラキラシールを張られた時は激怒していた。吉岡と一緒にギャグをかましてはしゃいだりもする。
黒木（くろき）※魔胎伝ノア
ノアそっくりの女教師。ビックリマンを子供たちへの悪影響として嫌っており、ビックリマンクラブとも度々対立していた。最終回で寿退職する際にも最後の仕事として仲間＝クラブのこれまでの敵キャラ達と団結し立ちはだかった。教師生活は21年休みなしで衣笠祥雄の記録を抜いたとのこと（最終回の台詞から）。
過激（かげき）
ジャージに竹刀に角刈りという典型的なスパルタ系体育教師でビックリマンを軟弱な遊びとして嫌っている。彼の率いる体操クラブが運動会でビックリマンクラブと激突した。最終回でも黒木の仲間として登場。警官に化けて子供たちのシール集めを妨害した。
屁羅洋子（へらようこ）※ダークヘラ
臨時教員として赴任してきた女性教師。黒木と共にビックリマンクラブを潰そうとした。ダークヘラと同じデザインのペンダントによる催眠術を使う。最終回でも登場し子供たちの邪魔をした。

### 美少女ビックリマンクラブ
天子（てんこ）※アローエンジェル
美少女クラブのリーダー格。男子に独占されてきたビックリマンを女子にも開放するため立ち上がった。元ネタのアローエンジェルと同じデザインの杖を持っている。必殺技は3人の力を合わせた大聖（ビッグセント）アロー。ビックリマンクラブに挑戦し一度は勝利するが、その後の不良学生との戦いでは互いに協力し合う。屁羅洋子の催眠術で操られマン太に襲い掛かったこともあった。
流子（りゅうこ）※助士すいさい
元ネタそのままの中国風の少女。羽衣を使ってキラキラシールを宙に舞わせ、その美しさで相手を感動させ動きを封じる。不良学生の荒んだ心には通じなかった。
キム子（きむこ）
デブでブスの少女。具留目と同じシールの臭いを嗅ぎ分ける技を持つ。何故かマン太に惚れ込んでしまい、以降度々付きまとっていた。

### 少年天魔クラブ
※魔覇ドラゴット、ロー螺竜、バクトロ魔Ω
全員本名不詳。それぞれのモチーフキャラに忠実な衣装に身を包む少年少女3人組で冷遇される悪魔シールの地位向上を目指す。吉岡を騙してビックリマンクラブのアイテムを奪い、廃材置き場を改造した暗黒魔要塞に誘い込んで勝負した。

### 神帝クラブ
※ピーター、男ジャック、フッド、一本釣、牛若
全員本名不詳。全員が神帝五人の姿をしている。マリンランドのある海辺の町に住む少年たちで、ビックリマンクラブにイルカのイル太を紹介した。6つに分離する手漕ぎ船を持つ。
イル太（いるた）
マリンランドのイルカ。頭に星のマークがある。ビックリマンを理解することができ、それを使ったショーでは人気者。

### その他
おヨネ
志村けんにそっくりな老婆で駄菓子屋「ビックリ屋」の店主。金にがめつい性格だが子供たちのビックリマン愛もきちんと理解している。孫のケン坊には甘い。ビックリ屋は子供たちの聖地のような場所となっており、立ち退き騒動の時はみんなが団結してこれを救おうとした。
一流（いちりゅう）
七助の同級生。ビックリマンには関心のないふりをしていたが、本当は親に禁止されていただけだった。そのことが誤解を生み学校でのビックリマンは一時禁止になってしまう。
平助の母（へいすけのはは）
クラブが平助の実家に泊まりに行った時に登場。ビックリマンに熱を上げる息子を嘆いていた。
だだ夫（だだお）
海浜の少年。虫歯を理由に親からビックリマンを取り上げられていたため仲間外れにされていた。地元の「海浜ビックリマンクラブ」に入れてもらう為にマン太たちのシールを盗んでしまう。
海浜クラブ（うみはまくらぶ）
だだ夫を仲間外れにしていた二人組。クラブを名乗るだけあってかなりのシールを集めていた。
少女たち ※聖ウォーマン
プールで出会った聖ウォーマン似の女の子たち。町中の子供たちを集めるのに協力してくれた。
研一（けんいち）
幽霊騒動が起こる空き地のすぐ裏の豪邸に住む少年。病気の手術を受ける勇気がなく部屋に籠り切りだった。
研一の祖父（けんいちのそふ）
ビックリマン好きの孫のために幽霊騒ぎを起こし、シールを集めていた。事情を知ったマン太たちは枯れ木をシールで満開にする作戦に出る。
白戸（しらと）
ビックリマンクラブ会員証を賭けた「ビックリマン勝負」を繰り返していた少年。会員証番号による懸賞でシールがセットになった「ビッグアルバム」を当てることが目的。若井のシール投げを上回る「スピンシール弾」や、台紙入れ替えトリックで具留目の裏をかく等、実力者であった。
銀平（ぎんぺい）
白戸の友人。彼に貸したシール帳が母親に燃やされてしまったことが白戸の会員証狩りの理由だった。
尾利田（びりだ）
運動音痴の少年。運動会ビリを脱却するため体操クラブに入ったがクビにされ、ビックリマンクラブと共に特訓。徒競走で見事3着となった。
馬場（ばば）※ゴーストアリババ
PTA会長の息子で金持ちの少年。半年間の入院中ビックリマンを覚えて集めていた。ビックリマンクラブの人気に嫉妬し、部室を探す彼らに対して金に物を言わせた妨害をした。子分を二人侍らしている。
ほくろの少年
名前は不明。カプセル入りの偽物シールに手を出し、それを本物と交換して回っていた。偽物と知らず喜ぶ子供の姿に苛まれ入手場所をマン太たちに告白、交換した偽物を回収し破り捨てた。
ありがた屋
ほくろの少年に偽物シールを売りつけた駄菓子屋。裏の工場で偽物シールを作らせていた。
久美子（くみこ）
ミス天聖の少女。近所の子供を集めてクリスマスパーティをするため、ビックリマンクラブに協力を求めた。
青木（あおき）
聖梵ミロクを当てた少年。横島たちの顰蹙を買ってシールを盗まれてしまう。
横島（よこしま）
青木を妬み、友人と2人で奪ったシールを廃ビルに隠した。最後にはみんなに謝罪し蝋燭としてパーティに参加する。
多古道（たこみち）
2人の子分ともども凧揚げ大会V2を果たした少年。大会に出場するビックリマンクラブに対抗意識を燃やす。凧揚げに関しては誇りを持っており、子分の勝手な不正を叱責した。
金太（きんた）
スキー場のある雪山に住む少年。土地柄中々ビックリマンを買えず、やっと手に入れたシール一枚をスキーヤーの乗る車に踏み潰されたため、仲間と共にスキーヤーを追い返しに来た。
スキーヤー
ビックリマンシールを張りこんだスキーウェアを着ている。金太たちを見下していたが洞窟からの脱出の中でお互いが反省し許し合った。
大山（おおやま）
ビックリマンオリエンテーリング参加者の一人。気弱な子分を一人連れている。強引さをみんなから攻められた腹いせに、地元の中学生たち相手に競技用シールを交換してしまう。最後にはビックリマンクラブに加勢し共に戦った。
小錦（こにしき）※ヘラクライスト
常にヘラクライストのコスチュームに身を包んだ巨漢の少年でケン坊の先輩。扇風機や鍋を使った元ネタ再現の数々と怪力が武器。マン太たちが後輩を苛めていると考え対立したが、誤解が解けた後はケン坊ともども謝罪し友情を結ぶ。
ケン坊（けんぼう）
おヨネ婆さんの孫。祖母と同様志村けんそのものな顔立ちをしている。小錦をリーダーと呼び慕っているが、その心がチョコの買い占めとビックリマンクラブへの擦り付けをさせてしまい、騒動を起こしてしまった。
古井権造（ふるい ごんぞう）
教育評論家。ビックリマンに無理解な大人の一人でテレビ番組の収録で天聖小を訪れた。子供たちのビックリマン絡みのスキャンダルを狙う。最終回にも登場。
小林正太郎（こばやし しょうたろう）
マン太の同級生。ビックリマンが原因で家族や友達と衝突する様を古井に狙われた。ついには捨て鉢になり煙突の上からシールを全て捨てようとした。
小林順平（こばやし じゅんぺい）
正太郎の弟。ビックリマンを買いに行く時に怪我をしてしまい、そんな姿を見られるのを嫌って兄に頼っていたのだが、それが原因で兄を追い詰めてしまった。
ムガ美（むがみ）※聖梵ムガル、怪奇ムガル
聖梵ムガルそのものな転校生の少女。日本各地を回ってシールを集めている。美しい顔と穏やかな性格は一度怒り出すと豹変し怪奇（ミステリー）化する。
老人（ろうじん）※魔魂プタゴラトン
プタゴラトンそっくりの老人。手下と犬のウルフ号を使って子供たちからシールを集め、それを当の子供たち相手に高額で売りつけようとした。ビックリマンのデコトラに乗っている。
地主（じぬし）
アメリカ帰りのビックリ屋の地主。店を壊して息子のための「勉強ドーム」を作ろうとした。ビックリマンには全く無理解だったが息子と子供たちの友情を目の当たりにして考えを改める。
京助（きょうすけ）
留学帰りの地主の息子。初めて出会ったビックリマンに魅了され親の目を盗んで集めようとする。子供たちの友情に触れ自分たち親子の間違いを悟り、体を張ってビックリ屋を守ろうとした。
根呂（ねろ）※魔性ネロ
いじめっ子3人組のリーダー。以前は学校を仕切っていたがビックリマンクラブができてから落ちぶれた。子供会の肝試し大会を利用してマン太たちを脅かそうとした。
光一の兄（こういちのあに）
写真部員。黒木先生の命令でビックリマンクラブのスキャンダルをねつ造しようとした。
光一（こういち）
兄に脅されてねつ造写真づくりに協力させられた。このエピソードは単行本未収録。